# Église Saint-Paul de Granville
Pour les articles homonymes, voir Église Saint-Paul.
L'église Saint-Paul de Granville est un édifice catholique qui se dresse sur le territoire de la commune française de Granville, dans le département de la Manche, en région Normandie.

## Description
Construite à partir de 1891, l'église est inaugurée en 1898,. Il s'agit d'un édifice de style romano-byzantin en pierre calcaire et en béton construit.
À cause des tempêtes de fin décembre 1999, un bloc de béton provenant de son dôme, s'est effondré. L'église fut définitivement fermée au grand public en 2003, lorsqu'un morceau de béton du dôme supérieur, est tombé près de l'autel durant une cérémonie religieuse. 
Depuis sa fermeture, diverses options sont envisagées par les municipalités successives ou par les associations, pour la réhabiliter ou la transformer,,,,,,,.
En juin 2023, une consultation est organisée par la municipalité pour faire de l'église un « tiers-lieu multigénérationnel ». Ce dernier a pour projet, de comprendre une scène pour les spectacles et concerts, des endroits où les créateurs et artisans locaux exposeront leur travail et un café-restaurant avec une carte de produits de la région. Plusieurs réaménagements sont prévus, comme le dôme de l'édifice pour que le public puisse apprécier une vue dégagée sur la baie de Granville, ainsi que le parvis de l'église pour le végétaliser,,,. Les Granvillais adhérent au projet avec près de 80 % des voix,. Les travaux sont prévus pour débuter en 2025, avec une ouverture au public en 2026.
En septembre 2024, l'église Saint-Paul fait partie des sites retenus pour l'édition 2024 du loto du patrimoine,. Il s'agit d'un loto créé dans le cadre de la « mission Stéphane Bern » par le ministère de la Culture et la Française des jeux, afin de récolter des fonds destinés à la Fondation du patrimoine pour assurer l'entretien de monuments considérés comme étant en péril,.

## Ouvrage
- Joseph-René Desvages (d) , Église Saint-Paul de Granville : une histoire dans la ville, J.-R. Desvages, 1998, 71 p. (OCLC 468383004, BNF 37173710)[23].